# Douglass Cadwallader
Douglass Cadwallader (n. 29 ianuarie 1884, Illinois, SUA – d. 7 februarie 1971, Minneapolis, Minnesota, SUA) a fost un jucător de golf ce a reprezentat Statele Unite ale Americii, medaliat olimpic. A participat la o ediție a Jocurilor Olimpice (1904) în care a câștigat o medalie de bronz.

## Participări
Lista de mai jos prezintă principalele competiții la care a participat Douglass Cadwallader de-a lungul carierei.
- golf at the 1904 Summer Olympics – men's team[*]